# Lee Ki-hyung
Lee Ki-hyung (* 28. September 1974 in Hwasun, Jeollanam-do) ist ein ehemaliger südkoreanischer Fußballspieler und heutiger -trainer. Den Großteil seiner Karriere verbrachte er in Südkorea, zuletzt spielte er beim Auckland City FC in Neuseeland. Als Trainer war er von 2011 bis 2014 in verschiedenen Positionen beim FC Seoul aktiv. Von 2016 bis zu seiner Entlassung 2018 war er Trainer von Incheon United gewesen. Zuletzt stand er als Interimstrainer bei Busan IPark FC unter Vertrag.

## Karriere als Spieler

### Vereine
Lee Ki-hyung studierte von 1992 bis 1995 an der Korea University und spielte in dieser Zeit für die Universitätsmannschaft. Danach wurde er von den Suwon Samsung Bluewings verpflichtet. Mit den Bluewings gewann er 2002 den Korean FA Cup. Nach sechs Jahren und über 150 Liga-Einsätzen sowie 18 Toren verließ er den Verein und wechselte zu Seongnam FC, damals noch Seongnam Ilhwa Chunma FC. Dort bekam er einen Zweijahresvertrag. In der Zeit absolvierte er dort 65 Spiele und erzielte fünf Tore. 2005 wechselte er zum FC Seoul. In den zwei Jahren, die er dort war, kam er allerdings bei 17 Einsätzen (kein Tore) nie über die Reservistenrolle hinaus. 2007 verließ er Südkorea und ging nach Neuseeland zum Auckland City FC. Dort unterschrieb er einen Dreijahresvertrag. Dort kam er auf 39 Einsätze und fünf Tore. Ende 2010 beendete er seine Karriere als Spieler.

### Nationalmannschaft
Schon 1990, zwei Jahre vor der Universitätszeit, wurde er in die U-17-Nationalmannschaft berufen. Für diese machte er ein Spiel. In seiner Universitätszeit wurde er für die U-20 und in die U-23-Nationalmannschaft nominiert. Ab 1994 spielte er für die A-Nationalmannschaft. 2003 beendete er nach 47 Einsätzen und sechs Toren seine Laufbahn in der Nationalmannschaft.

## Karriere als Trainer
Nach seiner Zeit in Neuseeland ging er wieder nach Südkorea. Dort wurde er 2011 vom FC Seoul unter Vertrag genommen. Er hatte dort unterschiedliche Funktionen inne. So war er 2011 Co-Trainer und ab Juli 2011 zweiter Co-Trainer der 1. Mannschaft. 2013 wurde er für ein Jahr wieder Co-Trainer. Ende 2014 wechselte er zu Incheon United. Dort war er bis September 2016 Co-Trainer. Nachdem der Verein Kim Do-hoon als Trainer entließ, entschied man Lee Ki-hyung zum Interimstrainer zu machen. Er sollte bis Saisonende Interimstrainer bleiben. Seine Aufgabe war es, den Abstieg zu verhindern. Unter ihm stabilisierte sich die Mannschaft in den Abstiegsrunden und gewann drei der fünf Spiele. Die anderen beiden  Spiele spielte der Verein Unentschieden. Am letzten Spieltag konnte sein Team durch einen 1:0-Sieg über den Suwon FC den Klassenerhalt schaffen. Der Verein gab danach bekannt, ihn als Trainer aufgrund seiner Leistung als Trainer für die nächste Saison beibehalten zu wollen.